# 日本ウェルネス歯科衛生専門学校
日本ウェルネス歯科衛生専門学校（にほんうぇるねすしかえいせいせんもんがっこう）とは、東京都板橋区にある私立の専門学校。運営母体は、学校法人タイケン学園。

## 取得できる資格
卒業時に歯科衛生士国家試験の受験資格を取得できる。

## 概要
就職希望者の就職率は100％。全員が歯科医院、病院、企業（歯科材料メーカー）など歯科業界に歯科衛生士として就職している。

## 科目
- 歯科衛生士科Ⅰ部（男女・昼間・3年制）＊職業実践専門課程
- 歯科衛生士科Ⅱ部（男女・昼間・3年制）＊職業実践専門課程

## 関連人物
- 柴岡三千夫 　学校法人タイケン学園グループ理事長
- 落合邦康　校長、歯学博士、日本大学名誉教授